# 安庆镇
安庆镇，是中华人民共和国内蒙古自治区赤峰市松山区下辖的一个乡镇级行政单位。

## 行政区划
安庆镇下辖以下地区：
小北道村、大坝村、什大份村、卢家营子村、元茂隆村、马架子村、板石图村、皇姑屯村、一百家子村、小建昌营村、唐家营子村、羊草沟村和白庙子村。